# Des ailes d'argent
Des ailes d'argent (titre original : Vingar av silver) est un roman policier de Camilla Läckberg, publié en Suède en 2020. La version française est paru le 4 novembre 2020 aux éditions Actes Sud dans la collection Actes noirs. Il forme la seconde partie d'un diptyque intitulé Faye.